# Strzelectwo na Letnich Igrzyskach Olimpijskich 2016 – skeet (kobiety)
Skeet kobiet – konkurencja rozegrana 12 sierpnia 2016 roku podczas letnich igrzysk w Rio de Janeiro.
W kwalifikacjach wystąpiło 21 zawodniczek. Każda z nich oddała trzy 25-strzałowe serie. Do półfinału awansowało sześć zawodniczek z największą liczbą zbitych rzutków. W przypadku równej liczby, zawodniczki strzelały pojedyncze rzutki do momentu wyłonienia zwycięzcy.
W półfinale każda strzelczyni miała 16 strzałów. Na podstawie tabeli wyników uzyskanych przez zawodniczki ustalono pary, które toczyły walkę o medal. Pierwsza z drugą rywalizowała o zwycięstwo, natomiast trzecia z czwartą – o brązowy medal.
Złoty medal zdobyła Włoszka Diana Bacosi, srebrny – jej koleżanka z reprezentacji Chiara Cainero, a brązowy – Amerykanka Kimberly Rhode.

## Terminarz
| Data             | Godzina |                        |
| ---------------- | ------- | ---------------------- |
| 12 sierpnia 2016 | 14:00   | Kwalifikacje           |
| 12 sierpnia 2016 | 20:00   | Półfinał               |
| 12 sierpnia 2016 | 20:15   | Pojedynek o 3. miejsce |
| 12 sierpnia 2016 | 20:25   | Finał                  |

## Rekordy
Rekordy świata i olimpijskie przed rozpoczęciem zawodów:
Runda kwalifikacyjna – 75 strzałów
| WR | Diana Bacosi Aleksandra Jarmolińska Chiara Cainero | 75 | Baku Qəbələ Lonato | 20 czerwca 2015 8 sierpnia 2015 9 lipca 2016 |
| OR | –                                                  | –  | –                  | –                                            |

## Wyniki
Źródło:

### Kwalifikacje
| Pozycja | Zawodniczka            | Reprezentacja     | Wynik   | Uwagi |
| ------- | ---------------------- | ----------------- | ------- | ----- |
| 1       | Wei Meng               | Chiny             | 73      | , Q   |
| 2       | Kimberly Rhode         | Stany Zjednoczone | 72      | Q     |
| 3       | Diana Bacosi           | Włochy            | 72      | Q     |
| 4       | Chiara Cainero         | Włochy            | 70      | Q     |
| 5       | Amber Hill             | Wielka Brytania   | 70      | Q     |
| 6       | Morgan Craft           | Stany Zjednoczone | 69 (+2) | Q     |
| 7       | Albina Szakirowa       | Rosja             | 69 (+1) |       |
| 8       | Melisa Gil             | Argentyna         | 69 (+1) |       |
| 9       | Wei Ning               | Chiny             | 68      |       |
| 10      | Sutiya Jiewchaloemmit  | Tajlandia         | 68      |       |
| 11      | Christine Wenzel       | Niemcy            | 68      |       |
| 12      | Aleksandra Jarmolińska | Polska            | 68      |       |
| 13      | Chloe Tipple           | Nowa Zelandia     | 67      |       |
| 14      | Elena Allen            | Wielka Brytania   | 64      |       |
| 15      | Andri Eleftheriou      | Cypr              | 64      |       |
| 16      | Danka Barteková        | Słowacja          | 64      |       |
| 17      | Aislin Jones           | Australia         | 63      |       |
| 18      | Naoko Ishihara         | Japonia           | 62      |       |
| 19      | Francisca Crovetto     | Chile             | 62      |       |
| 20      | Libuše Jahodová        | Czechy            | 58      |       |
| 21      | Daniela Carraro        | Brazylia          | 58      |       |

### Półfinał
| Pozycja | Zawodniczka    | Reprezentacja     | Wynik   | Uwagi                           |
| ------- | -------------- | ----------------- | ------- | ------------------------------- |
| 1       | Chiara Cainero | Włochy            | 16      | Awans do finału                 |
| 2       | Diana Bacosi   | Włochy            | 15      | Awans do finału                 |
| 3       | Wei Meng       | Chiny             | 14 (+4) | Awans do pojedynku o 3. miejsce |
| 4       | Kimberly Rhode | Stany Zjednoczone | 14 (+4) | Awans do pojedynku o 3. miejsce |
| 5       | Morgan Craft   | Stany Zjednoczone | 14 (+3) |                                 |
| 6       | Amber Hill     | Wielka Brytania   | 13      |                                 |

### Finał
| Pozycja | Zawodniczka    | Reprezentacja | Wynik | Uwagi |
| ------- | -------------- | ------------- | ----- | ----- |
|         | Diana Bacosi   | Włochy        | 15    |       |
|         | Chiara Cainero | Włochy        | 14    |       |

### Pojedynek o 3. miejsce
| Pozycja | Zawodniczka    | Reprezentacja     | Wynik   | Uwagi |
| ------- | -------------- | ----------------- | ------- | ----- |
|         | Kimberly Rhode | Stany Zjednoczone | 15 (+7) |       |
| 4       | Wei Meng       | Chiny             | 15 (+6) |       |